# Saw (court métrage)
 (juillet 2025).
Pour plus de détails, voir Fiche technique et Distribution.
Saw est un court-métrage d'horreur américain de neuf minutes écrit et réalisé par James Wan, sorti en 2003. 
Ceci a été utilisé par le réalisateur pour présenter le scénario original de Saw aux producteurs. Cette scène sera ré-utilisée dans une séquence du film avec Shawnee Smith à la place de Leigh Whannell avec le fameux "piège à ours inversé". Le court-métrage est disponible dans la version "Director's cut" du film.

## Synopsis
Dans une salle d'interrogatoire, un agent parle à David qui fume une cigarette, l'agent demande à David de lui raconter ce qui s'est passé. Sur la table, il y a une seringue dans un petit sac plastique, des photos de couteau et du "piège à ours inversé".
Dans le flashback, David raconte qu'il a fini son service à l'hôpital. Alors qu'il tente de prendre l'ascenseur, il est assommé par quelqu'un. David dit qu'il est agent d'entretien. Toujours dans le flashback, David se réveille dans une salle sombre avec le "piège à ours inversé" sur sa tête, les mains attachées, dans une grande salle vide. Une télévision s'allume avec la marionnette Billy qui présente le piège et ses risques sur une tête de mousse. Et lui indique que la clé est dans le ventre de son codétenu mort. Il déclencha le piège après s'être libéré.
Il trouve le cadavre avec sur son ventre un point d'interrogation, le cadavre qui n'en était pas un ouvre les yeux au moment où David l'éventre. Il trouve la clé et se libère du piège. La marionnette arrive sur un tricycle et lui dit qu'il est reconnaissant d'être en vie. Le court-métrage se finit avec un trou dans le mur à travers lequel regarde le tueur.

## Fiche technique
- Titre original : Saw
- Réalisation : James Wan
- Scénario : James Wan et Leigh Whannell
- Décors : Stewart Prain
- Photographie : Martin Smith
- Montage : Neil Monteith et James Wan
- Musique : Robert Cross et Aaron Darcy
- Production : Darren McFarlane
- Société de production : Twisted Pictures (en)
- Société de distribution : Lions Gate Films
- Pays d'origine :  États-Unis
- Langue originale : anglais
- Format : couleur
- Genre : horreur
- Durée : 9 minutes - 1.85 : 1 - Dolby Digital (5 channel Dolby Stereo)
- Date de sortie : 2003

## Distribution
- Leigh Whannell : David
- Paul Moder (en) : l'agent
- Katrina Mathers: l'infirmière
- Dean Francis : le cadavre